# Багизаев, Шамиль Абдыминович
Шамиль Абдыминович Багизаев (6 августа 1965) — советский и российский футболист, нападающий.

## Биография
Окончил школу в г. Байрамали (Туркменистан, 1982) и Омский государственный институт физической культуры (1991). Воспитанник дворового футбола, полноценно начал заниматься футболом в Омске (тренеры — Евгений Иванович Имреков, Анатолий Иванович Кузнецов, Вячеслав Степанович Мартынов), до 25-летнего возраста выступал только в соревнованиях КФК. В 1987 году играл за студенческую сборную РСФСР, со своей командой занял третье место на союзном отборочном турнире перед Универсиадой-1987.
В 1991 году перешёл в омский «Иртыш» по приглашению Вячеслава Мартынова, в клубе сразу стал основным нападающим. Первый матч сыграл 6 мая 1991 года против владивостокского «Луча» и в нём же забил свой первый гол, который оказался победным. В первом сезоне, во второй низшей лиге СССР, сыграл 33 матча и забил 14 голов. Всего в составе «Иртыша» провёл девять сезонов, сыграл около 200 матчей и забил 55 голов, был кумиром омских болельщиков.
Вместе с тренером из Омска Александром Ивченко дважды (1994, 1998) уезжал в Оман, где выступал за команду «Сур Клаб». Становился чемпионом и призёром чемпионата Омана.
В последние годы карьеры выступал за «Сибиряк» из Братска, провёл пять сезонов во второй лиге.
После окончания карьеры работает детским тренером в СДЮСШОР «Динамо» (Омск). Выступает за команду ветеранов «Иртыша».

## Личная жизнь
Женат, две дочери — Галия и Асель.